# A Águia
A Águia fue una revista bimensual primero, y después mensual, de literatura, arte, ciencia, filosofía y crítica social, publicada en Oporto entre 1910 y 1932, como órgano de expresión del movimiento de acción sociocultural autodenominado "Renascença Portuguesa".

## Descripción
El periodo más fecundo de la revista se corresponde con los años 1912 a 1916, cuando el movimiento renascentista estaba en pleno auge. A pesar de haber tenido varios editores distintos, la mayoría de los números fue publicada bajo la dirección de Teixeira de Pascoaes, considerado como máximo exponente y teorizador del saudosismo metafísico, que inspiró buena parte de la producción literaria publicada en la revista que inspirou boa parte da produção literária ali publicada. En español el título de la revista significa «el águila».
La revista inició su andadura en diciembre de 1910, describiéndose como una quincenal ilustrada de literatura y crítica, y teniendo como director y proprietário a Álvaro Pinto. A partir de 1912 pasó a ser propiedad de la Renascença Portuguesa, describiéndose como entonces como su "órgano", y con Tércio de Miranda como director. En el periodo entre 1912 y 1932 también ocuparon el cargo de director Teixeira de Pascoaes, António Carneiro, Leonardo Coimbra, Teixeira Rego, Hernâni Cidade, Casais Monteiro, Sant'Anna Dionísio, Aarão de Lacerda y Delfim Santos.
A Águia ejerció una profunda influencia estética e ideológica sobre buena parte de la intelectualidad portuguesa del primer cuarto del siglo XX, congregando bajo el ideal común del nacionalismo literario a autores de tendencias estéticas diferentes. En ella publicaron intelectuales de formación tan diversa como Teixeira de Pascoaes y Leonardo Coimbra, cultivadores del surrealismo, del saudismo o del simbolismo, autores como Mário Beirão, Afonso Lopes Vieira, António Correia de Oliveira, Jaime Cortesão o Augusto Casimiro. Estos dos últimos abandonaron luego el grupo para formar la Seara Nova, continuando allí su labor.
Entre los múltiples colaboradores de la revista se encuentra también Veiga Simões, seguidor del impresionismo; Augusto Santa Rita y Ronald de Carvalho, simbolistas delirantes, de un estilo caricatural, fértil en sinestesias, o el vizconde de Vila-Moura, partidario del reaccionismo, con influencias nietzscheanas.